# Hypochra subapennina
Hypochra subapennina är en tvåvingeart som först beskrevs av Camillo Rondani 1869.  Hypochra subapennina ingår i släktet Hypochra och familjen fläckflugor. Inga underarter finns listade i Catalogue of Life.